# Seedbox
 (décembre 2018).
Si vous disposez d'ouvrages ou d'articles de référence ou si vous connaissez des sites web de qualité traitant du thème abordé ici, merci de compléter l'article en donnant les références utiles à sa vérifiabilité et en les liant à la section « Notes et références ».
Une seedbox (que l'on pourrait traduire approximativement par « machine de partage ») est un serveur informatique privé qui est destiné à la réception (téléchargement ou download) et à l'émission (téléversement ou upload) de fichiers informatiques.
L'utilisation d'une seedbox permet notamment de minimiser les délais d'attente lors du téléchargement d'un fichier, et de maximiser les volumes d'envoi, étant donné qu'un serveur dédié est généralement plus rapide qu'une connexion domestique, cela s'ajoutant au fait qu'il ne s'éteint pas la nuit.

## Précisions techniques
Généralement, les seedbox utilisent le protocole BitTorrent pour émettre et recevoir les données. Elles ont également été utilisées sur le réseau eDonkey2000 (aussi utilisé par eMule). Les seedbox sont la plupart du temps connectées à des réseaux à très haut débit symétrique, souvent à 1 Gbit/s et plus. Les fichiers sont envoyés à la seedbox par les autres utilisateurs du réseau BitTorrent, et de là ils peuvent être récupérés depuis un ordinateur personnel, à la vitesse maximale de la connexion d'accès à internet (ex. : ADSL, câble, satellite, fibre optique, 3G, RTC, etc.) et ceci par les protocoles FTP, HTTP, SFTP, rsync.
Les seedbox fonctionnent sur la majorité des systèmes d'exploitation (Windows, GNU/Linux, Mac OS, etc).
Certaines seedbox permettent l'utilisation de logiciels spécifiques incluant des interfaces web aux principaux clients BitTorrent comme Transmission (GNU/Linux), rTorrent, μTorrent, BitTornado. 
Le logiciel TorrentFlux (en) permet leur utilisation à distance, grâce à une interface web consultable depuis un navigateur web. D'autres seedbox permettent leur utilisation via le protocole de bureau à distance, permettant à de nombreux clients populaires d'être utilisés à distance.
Les seedbox connectées à des réseaux à très haut débit (jusqu'à 10 Gb/s pour les plus performants) sont normalement capables de télécharger de gros fichiers en quelques minutes, mais seulement si l'essaim d'utilisateurs dispose de suffisamment de bande passante montante pour alimenter totalement celle d'une seedbox. Un fichier de 1 Go peut prendre quelques secondes pour être téléchargé. Cela signifie que la même quantité de données peut être envoyée à d'autres utilisateurs dans la même période de temps et ainsi créer pour ce fichier un ratio d'échange de 1 (quantité de données d'upload = download).
Pour cette raison, les seedbox sont très populaires dans les réseaux de partage de fichiers (P2P) car ils permettent de conserver un ratio d'échange supérieur à 1, condition indispensable à l'utilisation de ces « trackers » privés.
Les seedbox consomment énormément de bande passante. De nombreux hébergeurs Internet refusent l'installation de tels serveurs dans leurs infrastructures.

## Historique
L'usage de seedbox est apparu durant la première décennie des années 2000.
En France, la création de la Haute Autorité pour la diffusion des œuvres et la protection des droits sur internet (HADOPI) en 2010 a contribué à la popularisation de l'usage de seedbox, dont l'avantage principal est « d’éviter de se faire repérer au cours d'un téléchargement illicite ».
En 2012, l'usage de téléchargement par des seedbox au moyen du procédé BitTorrent dépasse celui des logiciels de partage de fichiers en pair à pair de type P2P anonyme. Il faut noter que si les logiciels P2P anonyme présentent comme inconvénient la lenteur (mais la gratuité), les seedbox et trackers BitTorrent présentent l'intérêt pour leurs promoteurs de générer des revenus (publicités sur les pages Web des trackers, ventes d'abonnements aux seedbox et parfois aux trackers).
Un blog francophone spécialisé NTIC considère que (en 2012) « La seedbox s'est démocratisée comme l'a fait le VPN ou le DDL (qui lui, est aujourd'hui en crise). »

## Marque
L’appellation Seedbox est une marque déposée à l'INPI en France depuis 2010 et à l'EUIPO en Europe depuis 2015 par une entreprise française nommé SDBX FRANCE.